# Nanette Fabray
Nanette Fabray, född Ruby Bernadette Nanette Theresa Fabares, född 27 oktober 1920 i San Diego, död 22 februari 2018 i Palos Verdes, var en amerikansk skådespelerska, sångerska och dansare.
Hon började sin karriär med att uppträda i olika vaudeville shower som barn. Som skådespelerska under 1940- och 1950-talet blev hon hyllad för sin roll i High Button Shoes (1947) och vann en Tony Award 1949 för sin roll i Love Life. 
I mitten av 1940-talet arbetade Fabray regelbundet för NBC i en mängd olika tv-program i Los Angeles-området. I slutet av 1940-talet och början av 1950-talet, gjorde hon sina första uppmärksammade framträdanden i ett antal olika tv-program som, The Ed Sullivan Show, Texaco Star Theatre och The Arthur Murray Party.
I mitten av 1950-talet fungerade hon som Sid Caesars komiska partner på Caesar's Hour, för vilken hon vann tre Emmys, hon medverkade även tillsammans med Fred Astaire i filmmusikalen The band wagon.
Från 1979 till 1984 spelade hon Katherine Romano, mor till huvudkaraktären Ann Romano, i TV-serien One Day at a Time.  Hon dök också upp som mamma till Christine Armstrong (spelad av hennes systerdotter Shelley Fabares) i tv-serien "Coach".
Nanette Fabray hade en betydande hörselnedsättning (Otoskleros
), och var en förespråkare för rättigheter för döva och hörselskada. Hon erhöll utmärkelser för sitt engagemang för funktionshindrade, bl.a President's Distinguished Service Award och Eleanor Roosevelt Humanitarian Award. Hon vann ett Golden Apple-pris från Hollywood Women's Press Club 1960,  tillsammans med Janet Leigh, och hon har en stjärna på Hollywood Walk of Fame, och fick 1986 Screen Actors Guild Life Achievement Award.
Nanette Fabray dog den 22 februari 2018 på Canterbury Nursing home i Palos Verdes vid 97 års ålder av naturliga orsaker.

## Filmografi i urval
- Elisabeth och Essex
- Den stora premiären
- I nöd och lust